# فيصل بن شملان
هو فيصل عثمان بن شملان من مواليد السويري حضرموت 1934م

## دراسته
درس بن شملان المرحلة الأساسية في غيل باوزير.. ثم انتقل إلى جمهورية السودان حيث درس هناك المرحلة الثانوية، وبعد اكماله الثانوية سافر إلى بريطانيا للدراسة الجامعية حيث التحق بجامعة كينجستون ودرس فيها هندسة مدنية

## حياته العملية
تقلد بن شملان العديد من المناصب الحكومية أهمها :
| # | بداية | نهاية | العمل                                      | ملاحظة                                               |
| - | ----- | ----- | ------------------------------------------ | ---------------------------------------------------- |
| 1 | 1967  |       | وزيراً للأشغال العامة والمواصلات            | في حكومة قحطان الشعبي                                |
| 2 | 1969  |       | رئيس تنفيذي للهيئة العامة للقوى الكهربائية |                                                      |
| 3 | 1977  |       | مدير تنفيذي لمصفاة عدن                     |                                                      |
| 4 | 1971  | 1990  | عضو مجلس الشعب الأعلى حتى قيام الوحدة      |                                                      |
| 5 | 1990  |       | أسس حزب المنبر وأصدر جريدة المنبر          | مع عمر طرموم ود/ بافقيه، ود/ كرامة سليان وآخرين      |
| 6 | 1991  | 1992  | مدير إدارة التسويق النفطي                  | في وزارة النفط                                       |
| 7 | 1994  | 1995  | وزيراً للنفط                                | استقال في مارس 1995                                  |
| 8 | 1990  | 2003  | عضو مجلس النواب                            | استقال احتجاجاً على تمديد المجلس لنفسه سنتين إضافيتين |

## ترشحه للرئاسة
ترشح فيصل بن شملان لرئاسة الجمهورية اليمنية عام 2006 م كمرشح أحزاب اللقاء المشترك (اتحاد احزاب المعارضة اليمنية) تحت شعار رئيس من أجل اليمن لا يمن من اجل الرئيس وشهدت هذه الانتخابات أقوى صراع تنافسي على منصب رئيس الجمهورية منذ اعلان دولة الجمهورية اليمنية الموحدة وقد خسر بن شملان الانتخابات لصالح الرئيس علي عبد الله صالح الذي حصل على 77% من الأصوات.

## وفاته
توفي بن شملان مساء الجمعة 1 يناير 2010 في منزله في عدن عن عمر ناهز الـ 76 عاما اثر مرض عضال ألم به